# Axel Flessner
Axel Flessner (* 22. Dezember 1935 in Hamburg; † 26. November 2022) war ein deutscher Rechtswissenschaftler und Hochschullehrer.

## Werdegang
Nach Schulbesuchen in Bayern und Hamburg studierte er Jura an den Universitäten Hamburg, Freiburg i. Br., München und New Orleans (USA). Nach dem Referendariat in Hamburg wurde Flessner promoviert und habilitierte sich ebendort. Seit 1979 lehrte er als Privatdozent für Bürgerliches Recht, Rechtsvergleichung, Internationales Privatrecht, Zivilverfahrensrecht an der Universität Hamburg. Er hatte an der Humboldt-Universität zu Berlin den Lehrstuhl für Deutsches, Europäisches und Internationales Privatrecht und Rechtsvergleichung inne. Flessner war Mitherausgeber der Zeitschrift für Europäisches Privatrecht (ZEuP) und Sprecher des Graduiertenkollegs „Europäisches Privat- und Wirtschaftsrecht“.
Flessner engagierte sich vielfach auch gesellschaftlich. Bei der EU-Wahl 2009 kandidierte er auf der Bundesliste Für Volksentscheide. Er setzte sich gegen das Inkrafttreten des CETA-Abkommens zwischen der Europäischen Union und Kanada ein, insbesondere gegen den Investitionsschutz durch Schiedsgerichte, und führte dagegen auch Verfahren beim Bundesverfassungsgericht. Weiterhin wandte er sich vor dem Hintergrund seiner Erfahrungen im Internationalen Privatrecht sowie aus verfassungsrechtlichen Gründen gegen die Abkehr von Deutsch als Wissenschaftssprache und lehnte die Umstellung auf Lehrveranstaltungen von Deutsch auf Englisch „entschieden ab.“
Axel Flessner starb am 26. November 2022 im Alter von 86 Jahren.

## Schriften
- Wegfall der Bereicherung: Rechtsvergleichg und Kritik. In: Beiträge zum ausländischen und internationalen Privatrecht. Nr. 37. de Gruyter/Mohr (Siebeck), Berlin/Tübingen 1970 (Hamburg, Univ., Rechtswiss. Fak., Diss. 1969; mehrere Reprints bei beiden Verlagen).
- Sanierung und Reorganisation: Insolvenzverfahren für Großunternehmen in rechtsvergleichender und rechtspolitischer Untersuchung. In: Beiträge zum ausländischen und internationalen Privatrecht. Nr. 48. Mohr Siebeck, Tübingen 1982, ISBN 978-3-16-644491-8 (Zugl.: Hamburg, Univ., Habil.-Schr., 1978/79).